# 해왕성의 위성

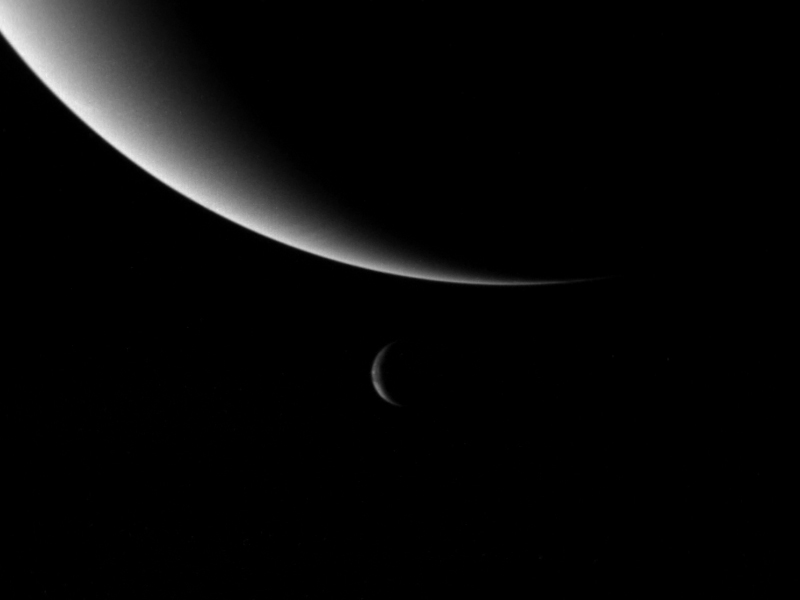
해왕성(위)과 트리톤(아래). 1989년 플라이바이 후 3일이 지나서 보이저 2호가 찍은 사진.

해왕성은 위성 16개를 거느리고 있으며 이들에는 그리스 신화에 나오는 하급 수신(水神)들의 이름이 붙어 있다. 위성들 중 가장 큰 것은 트리톤으로, 윌리엄 라셀이 해왕성을 발견한 지 17일 지난 1846년 10월 10일에 추가로 찾아냈다. 그러나 두 번째 위성 네레이드가 발견된 때는 이로부터 백 년 이상 지나서 였다. 해왕성에서 가장 멀리 떨어져 있는 위성 네소의 공전 주기는 율리우스년 기준 약 26년으로, 태양계의 어떤 위성보다도 어미행성에서 멀리 떨어져 공전하는 천체이다.
트리톤은 공전 궤도가 해왕성의 자전에 대해 반대 방향이며 해왕성 적도면에 대해 기울어져 있다는 점에서, 행성급 질량을 지닌 위성들 중에서도 독특한 존재이다. 이는 트리톤이 어미행성 근처 궤도상에서 태어난 게 아니라 나중에 해왕성의 중력에 의해 붙잡혔음을 뜻한다. 태양계에서 역행 공전을 하는 위성 중 트리톤 다음으로 큰 것은 토성의 포에베로 질량은 트리톤의 0.03%에 지나지 않는다. 해왕성의 위성계가 생겨나고 어느 정도 시간이 흐른 후 트리톤이 중력에 붙잡혀 들어왔다. 이는 해왕성의 기존 위성들에는 재앙적 사건이었는데, 이들의 궤도는 엉망이 되었고 위성들은 서로 충돌하여 파편 원반을 만들었다. 트리톤은 질량이 커서 정역학적 균형을 유지하고 있으며, 구름과 연무가 생겨나는 미약한 대기를 지니고 있다.
트리톤 안쪽에는 규칙 위성 7개가 있는데 이들 모두 해왕성의 적도면에 가깝게 놓여 있는 공전면들을 따라 순행 공전을 하고 있으며, 위성 중 일부의 궤도는 해왕성의 고리들 사이에 있다. 규칙 위성들 중 프로테우스가 가장 크다. 이들은 포획된 트리톤의 궤도가 원형으로 변하면서 파편 원반에 있던 물질들이 다시 뭉쳐져서 생겨났다. 해왕성은 트리톤 외에 불규칙 위성 여섯 개를 더 거느리고 있다. 이들의 궤도는 규칙 위성들보다 훨씬 더 크며 궤도경사각 또한 크다. 이들 중 셋은 순행 방향으로 공전하나 나머지 셋은 역행 공전을 한다. 이들 중 네레이드는 불규칙 위성 치고는 어미행성에 유난히 가깝고 찌그러진 궤도를 지니고 있는데 천문학자들은 네레이드가 한때는 해왕성의 규칙 위성이었으나 트리톤이 포획되었을 때 궤도가 심하게 뒤틀려 지금의 위치로 바뀌게 된 것이라고 추정한다. 해왕성에서 가장 멀리 떨어진 두 위성 프사마테와 네소는 지금까지 발견된 어느 태양계 위성보다도 어미행성에서 멀리 떨어져 있다.

## 역사

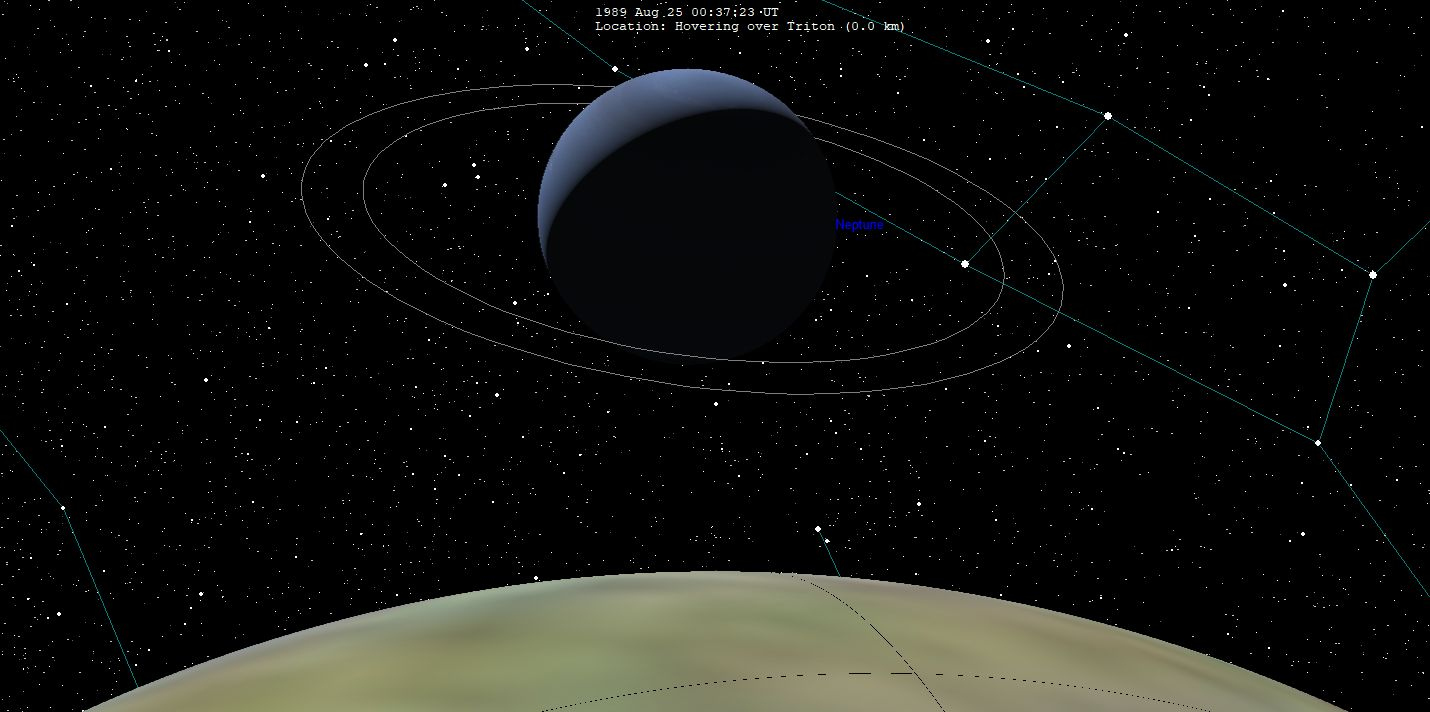
트리톤의 하늘에 보이는 해왕성의 모습을 시뮬레이션한 것.

### 발견
윌리엄 라셀은 1846년 해왕성을 발견한 뒤 17일 만에 트리톤을 다시 발견했다. 제러드 카이퍼는 1949년 네레이드를 발견했다. 1981년 5월 24일 해롤드 리세마, 윌리엄 허바드, 래리 레봅스키, 데이빗 톨렌은 해왕성의 세 번째 위성(나중에 라리사로 명명됨)을 발견했다. 리세마 연구진은 4년 전 천왕성 주위에서 발견된 것과 유사한 고리 구조들을 찾아내기 위해 항성 하나가 해왕성에 접근하는 것을 관측하고 있었다. 만약 고리가 있다면 항성의 광도는 행성에 근접하기 직전 약간 감소한다. 항성의 광도가 수초 동안 크게 떨어지면 이는 고리보다는 위성 때문에 생기는 현상이다.
1989년 보이저 2호는 해왕성 옆을 지나가면서 기존에 발견한 것들보다 어미행성에서 멀리 떨어진 위성은 발견하지 못했다. 대신 라리사를 다시 발견했으며 내위성 다섯 개(나이아드, 탈라사, 데스피나, 갈라테아, 프로테우스)를 새로 찾아냈다. 2001년 대형 지상 망원경 두 개를 이용하여 연구조사 두 개를 수행한 결과 외위성 다섯 개를 더 찾아내어 해왕성의 위성은 모두 13개까지 늘어났다. 두 연구진이 각각 2002년, 2003년 이 다섯 외위성(할리메데, 사오, 프사마테, 라오메데이아, 네소)을 다시 관측하였다. 2002년 연구에서 여섯 번째 후보 위성이 발견되었으나 이후 실종되었다. 이 천체는 위성이 아니라 센타우루스족이었을지도 모른다. 하지만 해왕성에 대해 한 달 동안 움직인 정도가 크지 않았기에 위성임이 거의 확실할 것으로 생각되며 지름은 33 km에 발견 당시 해왕성으로부터 2,510만 km (0.168 AU) 떨어져 있었다.
2013년 7월 1일 마크 쇼월터는 허블 우주망원경이 해왕성의 고리 호를 2009년 촬영한 사진들을 검토하던 중 히포캠프를 발견했다. 그는 사진 촬영 기술을 응용하여 이 새로운 위성을 발견했는데, 그가 사용한 팬 기법은 위성이 빠르게 움직이는 것을 상쇄하고 사진 여러 장을 겹쳐 희미한 세부 특징을 잡아낼 수 있게 해 줬다. 즉흥적으로 검토 영역을 해왕성의 고리 밖으로 확장하기로 결정하고 나서 쇼월터는 새 위성을 나타내는 '꽤 확연한 점'을 찾아냈으며 허블이 찍은 다른 사진들을 2004년도까지 거슬러 올라가면서 재검토했다. 보이저 2호는 1989년 플라이바이 때 해왕성의 내위성 여럿을 새로 찾아낸 바 있으나 히포캠프는 너무 어두워서 발견하지 못했었다.

2019년 10월 기준으로 태양계의 가스 행성 넷이 거느리는 위성의 개수를 표시한 그래프. 해왕성의 위성은 모두 14개이다.

### 명칭
20세기 전까지 트리톤에는 공식 명칭이 없었다. '트리톤'은 카미유 플라마리옹이 그의 1880년 노작 Astronomie Populaire에서 제안한 명칭이지만 적어도 1930년대까지는 그리 많이 사용되지 않았다. 이때까지 트리톤은 보통 간단하게 '해왕성의 위성'으로 알려져 있었다. 해왕성의 다른 위성들에도 넵투누스가 바다의 신이라는 점에 맞추는 차원에서 그리스 및 로마 신화의 수신(水神)들 이름이 붙었는데 구체적으로는 다음과 같다.
- 포세이돈(그리스 신화에서는 넵투누스)의 자식: 트리톤, 프로테우스, 데스피나, 탈라사
- 포세이돈의 연인: 라리사
- 그리스 신화의 하급 수신(水神) 집단명: 나이아드, 네레이드
- 특정 네레이드: 할리메데, 갈라테아, 네소, 사오, 라오메데이아, 프사마테[15]

가장 최근에 발견된 히포캠프는 공식번호가 부여된 이후 고유명칭이 없었으나 2019년 2월 현재 이름을 받았다. 히포캠프는 반마반어의 신화속 생명체이다.
불규칙 위성들의 경우 목성의 위성들과 마찬가지로 순행 공전을 하는 위성들은 명칭이 'a'로 끝나며, 역행 공전 위성들은 'e'로, 궤도경사각이 유달리 큰 위성들은 'o'로 끝나는 것이 일반적인 관례이다. 해왕성의 위성 명칭을 공유하는 소행성으로는 74 갈라테아와 1162 라리사 두 개가 있다.

## 특징
해왕성의 위성들은 규칙 / 불규칙 위성의 두 무리로 나눌 수 있다. 전자에는 내위성 일곱 개가 속하며 이들은 해왕성의 적도면을 원형의 궤도를 그리면서 해왕성의 자전과 같은 방향으로 움직이고 있다. 후자에는 트리톤을 포함하여 나머지 일곱 위성들이 속한다. 이들은 보통 경사각이 크고 찌그러진 타원 궤도를 역방향으로 해왕성으로부터 멀리 떨어져 돌고 있다. 다만 트리톤은 성격이 약간 달라서, 궤도가 역방향에 경사각이 크지만 이심률이 작아 원형에 가깝고 행성으로부터의 거리도 그리 멀지 않다.

### 규칙 위성들
해왕성의 규칙 위성들은 가까운 것부터 순서대로 나이아드, 탈라사, 데스피나, 갈라테아, 라리사, 히포캠프, 프로테우스이다. 바깥쪽 둘을 제외한 나머지는 해왕성 동기 궤도 안쪽에 있기 때문에(해왕성의 자전 주기는 0.6713 일이다.) 조석적으로 감속되고 있다. 해왕성에서 가장 가까운 규칙 위성 나이아드는 내위성들 중 두 번째로 작다.(가장 작은 위성은 히포캠프이다.) 프로테우스는 규칙 위성들 중 가장 크며 해왕성의 위성들 중 두 번째로 크다.
내위성들은 해왕성의 고리들과 밀접히 연관되어 있다. 제일 안쪽의 두 위성 나이아드와 탈라사는 갈레 고리와 르베리에 고리 사이를 돌고 있다. 데스피나는 르베리에 고리의 양치기 위성 같은데 이는 그 궤도가 고리의 바로 안쪽에 있기 때문이다. 그 다음 위성 갈라테아는 해왕성의 고리들 중 가장 뚜렷한 아담스 고리의 바로 안쪽을 돈다. 이 고리는 매우 좁아서 폭이 50 km를 넘지 않으며 밝은 호 다섯 개가 고리에 걸쳐 있다. 갈라테아의 중력은 이 고리의 입자들을 방사 방향으로 한정된 영역을 넘지 못하게 하여 좁은 고리 형태를 유지시킨다. 고리 입자들과 갈라테아 사이의 여러 궤도공명 역시 호 구조들을 유지시키는 역할을 하는 것으로 보인다.
규칙 위성들 중 표면 지형 및 모양을 식별할 수 있을 정도로 선명한 사진을 찍은 천체는 덩치가 큰 상위 두 위성들뿐이다. 라리사는 지름이 약 200 km로 길쭉하게 생겼다. 프로테우스는 확연하게 기다랗지는 않으나 충분히 구체 모양을 하고 있지도 않다. 프로테우스 표면에는 지름 150 ~ 250 km 정도 크기에 평평하거나 약간 오목하게 파인 면 여럿이 있어 불규칙한 다면체와 비슷하게 생겼다. 프로테우스의 지름은 약 400 km로 토성의 위성 미마스보다 크지만 미마스와는 달리 타원체가 아니다. 이 차이는 프로테우스가 과거 충돌사건으로 인해 파괴되었기 때문에 생긴 것으로 보인다. 프로테우스의 표면은 충돌구로 덮여 있으며 선 모양의 지형구조 여럿이 존재한다. 가장 큰 충돌구 파로스는 지름이 150 km가 넘는다.
해왕성의 내위성 모두 어두운 색을 띠고 있어서 기하학적 반사율은 7 ~ 10% 범위에 있다. 이런 면에서 해왕성의 내위성들은 천왕성의 내위성들과 유사하다.

### 불규칙 위성들

이 도표는 트리톤을 제외한 해왕성의 나머지 불규칙 위성들의 궤도를 보여준다. 이심률은 간접적으로 표현되어 있는데 노란 선분의 왼쪽 끝은 해왕성에 대한 근점이며 오른쪽 끝은 원점으로, 선분 길이가 길수록 이심률이 큼을 뜻한다. Y축의 수는 궤도경사각을 의미한다. X축 위에 있는 위성들은 순행, 아래에 있는 위성들은 역행 공전 천체들이다. X축 레이블은 행성으로부터의 거리(Gm, 기가미터)와 해왕성의 힐 구 반지름에 대한 비율을 뜻한다.

해왕성의 불규칙 위성들은 행성에 가까운 것부터 트리톤, 네레이드, 할리메데, 사오, 라오메데이아, 프사마테, 네소가 있다. 불규칙 위성군은 순행 방향으로 행성을 도는 위성들과 역행 방향으로 공전하는 것들이 섞여 있다. 최외곽부터 안쪽으로의 다섯 위성들은 다른 가스 행성들의 불규칙 위성들과 비슷하며, 현 위치에서 태어난 규칙 위성들과는 달리 중력에 의해 붙잡힌 것으로 보인다.
트리톤과 네레이드는 범상치 않은 불규칙 위성들로 여타 외행성들의 불규칙 위성들과 비슷한 나머지 다섯 위성과는 구별된다. 첫째, 이들은 태양계 내 불규칙 위성들 중 크기가 최상급으로, 트리톤의 지름은 태양계 내 어떤 불규칙 위성보다 대략 10배는 크다. 둘째로 두 위성 모두 특이하게 공전궤도 반지름이 짧은데, 트리톤의 공전궤도 크기는 태양계 내 불규칙 위성들의 10분의 1 수준밖에 되지 않는다. 셋째, 둘 다 궤도 이심률이 비정상적으로, 네레이드 궤도의 이심률은 어떤 불규칙 위성보다도 큼에 비해 트리톤의 궤도는 거의 완벽한 원에 가깝다. 마지막으로 네레이드의 궤도경사각은 어떤 불규칙 위성보다도 작다.

#### 트리톤

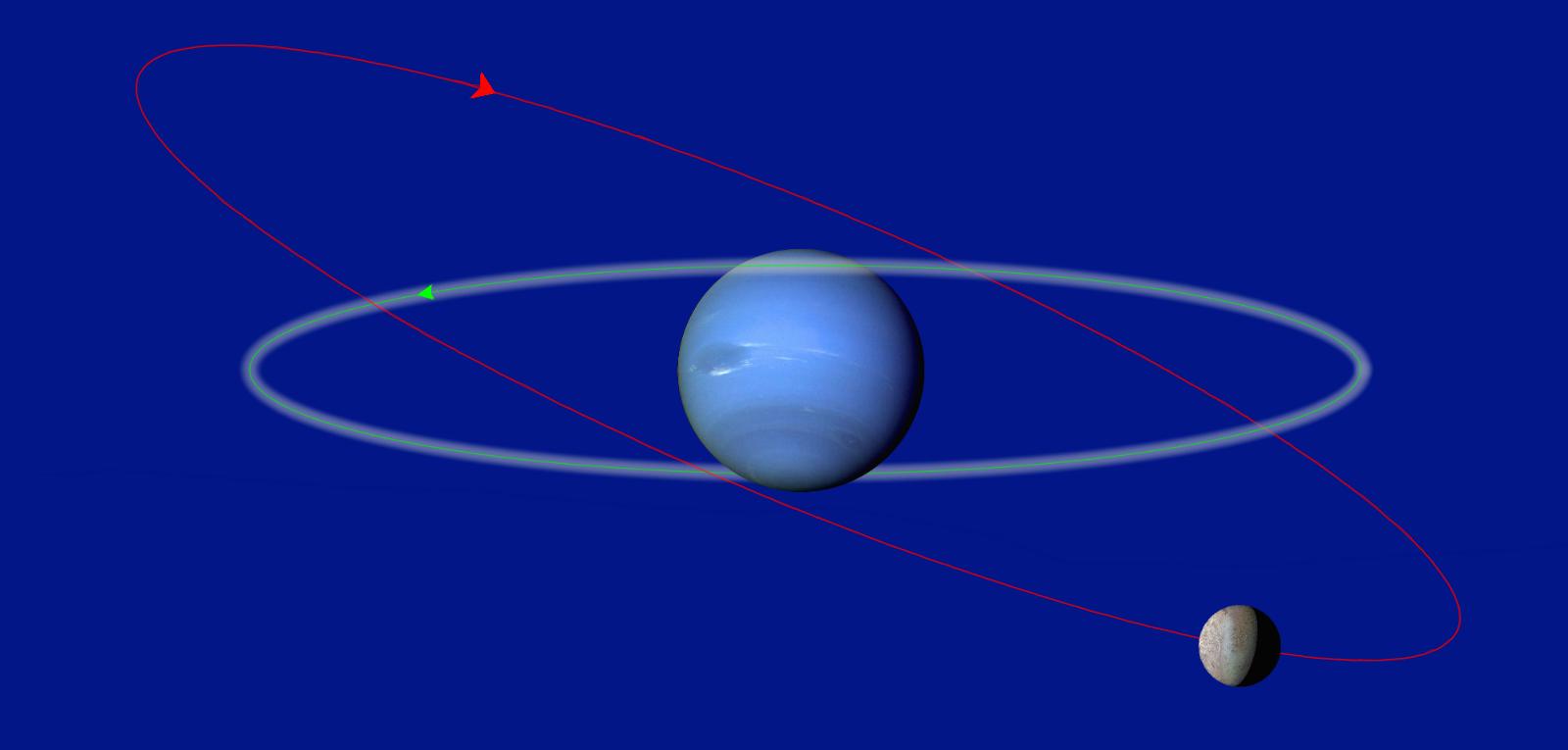
트리톤의 공전 방향(빨간 화살표)은 위성 대부분의 방향(연두색 화살표)과 반대쪽이며, 공전 궤도는 −23° 기울어져 있다.

트리톤은 중력적으로 해왕성에 붙잡힌 천체로 생각되며, 행성을 역행 방향으로 돌고 있고 공전 궤도는 원 모양에 가깝다. 상당한 수준의 대기가 있음이 확인된 위성으로서는 태양계에서 두 번째이다. 트리톤의 대기는 대부분이 질소로 되어 있으며 여기에 메테인과 일산화탄소가 소량 섞여 있다. 트리톤 표면의 대기압은 약 14 마이크로바이다. 1989년 보이저 2호는 트리톤의 얇은 대기에 구름과 연무로 추정되는 특징들이 나타난 것을 관측했다. 트리톤은 태양계에서 극도로 차가운 천체의 반열에 들어가며 표면 온도는 약 38 K (−235.2 °C)이다. 표면은 질소, 메테인, 일산화탄소, 물의 얼음으로 덮여 있고 기하학적 반사율은 꽤 높아 70%가 넘는다. 심지어 본드 반사율은 더 높아서 90%에 이른다. 거대한 남쪽 극관, 지구와 단층애에 의해 십자 모양으로 쪼개지고 충돌구로 덮인 오래 된 지형들, 얼음화산 같은 내부 활동에 의해 만들어진 것처럼 보이는 젊은 지형 등이 트리톤의 표면을 형성하고 있다. 보이저 2호의 관측 자료로부터 트리톤의 극관에 활동적인 간헐천 여러 개가 태양으로부터 열을 받아 분출물을 지상으로부터 8 km 높이까지 뿜어내고 있음을 알아냈다. 트리톤의 밀도는 상대적으로 높아 약 2 g/cm3으로 구성물질 중 약 3분의 2는 암석이고 나머지 3분의 1은 얼음(주로 물의 얼음임)으로 되어 있다. 트리톤 내부 깊은 곳에는 액체 물이 지하 바다를 이루는 층이 존재할 수도 있다. 역행하는 공전 방향 및 상대적으로 해왕성에 가까운 거리(지구와 달 사이 간격보다 가까움) 때문에 트리톤은 조석 감속 작용을 받고 있다. 따라서 트리톤은 나선형 모양을 그리면서 해왕성과 가까워지는 중이며 약 36억 년 후 파괴될 것이다.

#### 네레이드
네레이드는 해왕성에서 세 번째로 큰 위성이다. 궤도는 순행 방향이지만 이심률이 매우 크기 때문에, 예전에는 규칙 위성이었으나 트리톤이 유입된 후 중력적으로 상호작용하는 과정에서 현재의 궤도를 갖는 불규칙 위성으로 진화한 것으로 보인다. 트리톤의 표면에서 분광학적 방법으로 물의 얼음이 있음을 감지해 냈다. 종전 네레이드의 관측 자료에서는 안시 등급이 불규칙하면서 크게 변했는데, 이는 세차 운동 또는 혼란스러운 자전이 길쭉한 모양 및 표면에 나 있는 밝고 어두운 점들과 합쳐져서 일어나는 현상일 것으로 추측했었다. 2016년 케플러 우주망원경이 네레이드의 밝기가 그리 크게 변하지 않음을 보여주어 이 기존 예측은 잘못되었음이 증명되었다. 스피처와 허셜 망원경이 적외선 영역에서 관측한 자료에 기초하여 만든 열 모형에 따르면, 네레이드는 그다지 길쭉한 모양이 아니어서 세차 운동이 일어나기 어렵다. 이 열 모형에 따르면 네레이드의 표면 지형 굴곡도는 토성의 위성 히페리온만큼 크다.

#### 평범한 불규칙 위성들
나머지 불규칙 위성들 중 사오와 라오메데이아는 순행 궤도를, 할리메데 • 프사마테 • 네소는 역행 궤도를 돈다. 네소와 프사마테는 궤도가 서로 비슷하여, 초창기 위성계가 충돌 사건들을 겪을 때 같은 어미 위성으로부터 떨어져 나온 파편들이 아닌가 추정하기도 한다. 프사마테와 네소는 지금까지 발견된 태양계 내 자연 위성들 중 그 궤도가 가장 크다. 이들이 해왕성을 1회 도는 데에는 약 25년이 걸리며, 어미행성으로부터 떨어져 있는 거리는 지구와 달 사이 거리의 약 125배이다. 해왕성은 태양으로부터 멀리 떨어져 있기 때문에 태양계 행성들 중 가장 거대한 힐 구를 지니고 있으며 이렇게 멀리 떨어진 위성을 거느릴 수 있다. 다만 힐 구 반지름에 대한 비율로 따지면 목성의 S/2003 J 2가 더 멀리 떨어져 있다. 또한 목성의 카르메 군 및 파시파에 군 역시 어미행성의 힐 구에 대한 비율거리상 프사마테와 네소보다 바깥을 돌고 있다.

## 생성
해왕성 위성들의 질량비는 태양계 가스 행성들의 위성계 중에서 가장 일방적이다. 위성계 전체 질량의 99.7%를 트리톤 하나가 차지하고 있으며 나머지 위성들의 질량을 전부 합쳐도 0.3% 남짓밖에 되지 않는다. 이는 타이탄 하나가 계 질량의 95% 이상을 차지하는 토성 위성계와 비슷하다. 반대로 목성과 천왕성의 계는 비교적 위성들의 질량이 고르게 분배되어 있다. 초기 해왕성계가 생겨나고 한참 뒤 트리톤이 포획되었는데, 이 포획 과정에서 기존의 해왕성계 구성원 대다수가 파괴되었을 것으로 추측되며 이것이 현재처럼 트리톤 하나에 위성계 질량 대부분이 몰려 있는 이유이다.

해왕성 위성들의 상대 질량.

해왕성의 중력에 붙잡히던 당시 트리톤의 궤도는 심하게 찌그러진 상태였을 것이고, 이것이 기존의 해왕성 내위성들의 궤도를 흔들어 혼란스럽게 만들었을 것이며, 이들은 서로 충돌하여 산산조각나 고리를 이루는 파편들이 되었을 것이다. 이는 현재 내위성들이 해왕성과 함께 태어났던 원래 구성원들이 아니라는 뜻이다. 트리톤의 궤도가 원형으로 바뀌고 나서 파편들이 뭉쳐 현재 위성들로 자라나게 되었다.
천문학자들은 트리톤이 포획된 과정을 그동안 여러 가설을 세워 추정해 왔다. 가설 중 하나로 트리톤이 삼체 조우 중 붙잡혔다는 것이 있다. 이 시나리오는 카이퍼 대 연성계가 해왕성과 만나서 구성원들의 궤도가 흐트러졌고, 둘 중 살아남은 쪽이 트리톤이라고 주장한다.
수리적 시뮬레이션에 따르면 할리메데가 네레이드와 과거 어느 시점에 충돌했었을 확률은 0.41이라 한다. 충돌이 일어났었는지의 여부는 확실하지 않지만 두 위성 모두 색채가 비슷하여(회색조) 할리메데가 네레이드의 파편일 수도 있음을 암시해 준다.

## 목록
| ‡ 순행 불규칙 위성 | ♠ 역행 불규칙 위성 |

여기에 수록한 해왕성의 위성들은 공전 주기가 짧은 것부터 순서대로 배열하였다. 불규칙(포획) 위성들은 셀에 색을 넣었다. 해왕성의 위성들 중 유일하게 표면이 붕괴되어 타원체 형태를 유지할 정도로 질량이 큰 트리톤은 볼드체로 표시했다.
| 순서 | 레이블 | 이름          | 사진 | 지름 (km)                       | 질량 (×1016 kg) | 공전궤도 반지름 (km) | 공전 주기 (d) | 궤도경사각 (°) | 궤도이심률 | 발견연도 | 발견자             |
| ---- | ------ | ------------- | --- | ------------------------------- | --------------- | -------------------- | ------------- | -------------- | ---------- | -------- | ------------------ |
| 1    | III    | 나이아드      | A smeared white object elongated from the bottom-left to top-right can be seen in the center. | 66 (96 × 60 × 52)               | ≈ 19            | 48224                | 0.2944        | 4.691          | 0.0047     | 1989     | 보이저 사이언스 팀 |
| 2    | IV     | 탈라사        | | 82 (108 × 100 × 52)             | ≈ 35            | 50074                | 0.3115        | 0.135          | 0.0018     | 1989     | 보이저 사이언스 팀 |
| 3    | V      | 데스피나      | A white oval shaped object somewhat elongated horizontally is seen in the center. There are a few small dark spots on its surface. | 156 (180 × 148 × 128)           | ≈ 210           | 52526                | 0.3346        | 0.068          | 0.0004     | 1989     | 보이저 사이언스 팀 |
| 4    | VI     | 갈라테아      | A small white object elongated from the bottom-left to top-right can be seen in the center. | 176 (204 × 184 × 144)           | ≈ 375           | 61953                | 0.4287        | 0.034          | 0.0001     | 1989     | 보이저 사이언스 팀 |
| 5    | VII    | 라리사        | An irregularly shaped grey object slightly elongated horizontally occupies almost the whole image. Its surface shows a number of dark and white spots. | 194 (216 × 204 × 168)           | ≈ 495           | 73548                | 0.5555        | 0.205          | 0.0012     | 1981     | 리세마 외          |
| 6    | XIV    | 히포캄프      | | 34.8                            | ≈ 5             | 105283               | 0.936         | 0.064          | 0.0005     | 2013     | 쇼월터 외          |
| 7    | VIII   | 프로테우스    | A conically shaped object is seen almost fully illuminated from the left. The cone axis looks towards the observer. The outline of the object is a rectangle with rounded corners. The surface is rough with a few large depressions. | 420 (436 × 416 × 402)           | ≈ 5035          | 117646               | 1.122         | 0.075          | 0.0005     | 1989     | 보이저 사이언스 팀 |
| 8    | I      | 트리톤♠       | A large spherical object is half-illuminated from the bottom-left. The south pole faces to the light source. Around it in the bottom-left part of the body there is a large white area with a few dozens dark streaks elongated in the pole to equator direction. This polar cap has a slight red tinge. The equatorial region is darker with a tint of cyan. Its surface is rough with a number of craters and intersecting lineaments. | 2706.8±3.6 (2709 × 2706 × 2705) | 2140800±5200    | 354759               | −5.877        | 156.865        | 0.0000     | 1846     | 윌리엄 라셀        |
| 9    | II     | 네레이드‡     | A small white smeared body is seen in center. | ≈ 340 ± 50 ~ 357 ± 13           | ≈ 2700          | 5513818              | 360.13        | 7.090          | 0.7507     | 1949     | 제러드 카이퍼      |
| 10   | IX     | 할리메데♠     | | ≈ 62                            | ≈ 16            | 16611000             | −1879.08      | 134.1          | 0.2646     | 2002     | 홀먼 외            |
| 11   | XI     | 사오‡         | | ≈ 44                            | ≈ 6             | 22228000             | 2912.72       | 49.907         | 0.1365     | 2002     | 홀먼 외            |
| 12   | XII    | 라오메데이아‡ | | ≈ 42                            | ≈ 5             | 23567000             | 3171.33       | 34.049         | 0.3969     | 2002     | 홀먼 외            |
| 13   | X      | 프사마테♠     | | ≈ 40                            | ≈ 4             | 48096000             | −9074.30      | 137.679        | 0.3809     | 2003     | 셰퍼드 외          |
| 14   | XIII   | 네소♠         | | ≈ 60                            | ≈ 15            | 49285000             | −9740.73      | 131.265        | 0.5714     | 2002     | 홀먼 외            |

## 같이 보기
- 위성 목록

### 내용주
1. ↑  기하학적 반사율은 위상각 0 지점에서(광원에서) 어떤 천체를 바라보았을 때의 실제 밝기가, 평평하고 빛을 완전히 난반사하는(램버시안) 원반의 실제 밝기에 대해 보이는 비율을 의미한다. 미국 천문학자 조지 필립스 본드(1825~1865)가 고안한 개념이자 그의 이름을 딴 본드 반사율은, 어떤 천체에 가해진 전자기파 중 우주로 산란되어 나가는 일률의 비율이다. 본드 반사율은 가능한 산란광 모두(천체 자체에서 나오는 복사 제외)를 포함하기 때문에 0부터 1까지의 값만 가질 수 있다. 이는 1을 넘어가는 값을 가질 수 있는 기하학적 반사율 같은 여타 반사율과는 다른 성질이다. 다만 보통 본드 반사율은 대상 천체의 표면 및 대기 속성에 따라 기하학적 반사율보다 크거나 작을 수 있다.
2. ↑  연성계 형태의 천체는 해왕성 바깥 천체(TNO) 중 커다란 것 중에서는 매우 흔하다.(예: 명왕성 - 카론 계) TNO 전체 중 약 11%가 연성계로 추정된다.[33]
3. ↑  해왕성으로부터의 평균 거리가 짧은 것부터 나열한 것이다.
4. ↑   레이블은 발견된 순서에 따라 위성에 붙는 로마 숫자이다.[15]
5. ↑  "60×40×34"처럼 항목이 여러 개인 수치는 천체가 구형은 아니나 자료가 확보되어 3축 예측값을 표시할 수 있음을 뜻한다. 내위성 다섯 개의 크기는 Karkoschka 2003의 자료이다.[24] 프로테우스의 크기 자료는 Stooke (1994)에서 가져왔다.[22] 트리톤의 자료는 Thomas 2000이 출처이며[35] 지름값은 Davies et al. 1991이 출처이다.[36] 네레이드의 크기는 Smith 1989가 출처임.[5] 나머지 위성들의 크기 자료는 Sheppard et al. 2006에서 가져왔다.[7]
6. ↑  트리톤을 제외한 해왕성의 나머지 위성들 질량은 전부 밀도를 1.3 g/cm3으로 가정하고 계산한 값임. 라리사와 프로테우스의 부피는 Stooke (1994)가 출처임.[22] 트리톤의 질량은 Jacobson 2009에서 가져옴.
7. ↑  각 위성의 궤도경사는 라플라스 면에 대한 값이다. 90°가 넘는 경사각 값은 역행 공전(행성의 자전 방향과 반대쪽으로 공전하는 것)을 뜻한다.

### 참조주
1. ↑  http://ssd.jpl.nasa.gov/?sat_elem#neptune (as of Dec-2014)
2. ↑  Lassell, W. (1846). “Discovery of supposed ring and satellite of Neptune”. 《Monthly Notices of the Royal Astronomical Society》 7: 157. Bibcode:1846MNRAS...7..157L. doi:10.1093/mnras/7.9.154.
3. ↑  Kuiper, Gerard P. (1949). “The Second Satellite of Neptune”. 《Publications of the Astronomical Society of the Pacific》 61 (361): 175–176. Bibcode:1949PASP...61..175K. doi:10.1086/126166.
4. ↑  
Reitsema, H. J.; Hubbard, W. B.; Lebofsky, L. A.; Tholen, D. J. (1982). “Occultation by a Possible Third Satellite of Neptune”. 《Science》 215 (4530): 289–291. Bibcode:1982Sci...215..289R. doi:10.1126/science.215.4530.289. PMID 17784355.
5. 1 2 3 4 5 6 7 8 9 10 11 12  
Smith, B. A.; Soderblom, L. A.; Banfield, D.; Barnet, C.; Basilevsky, A. T.; Beebe, R. F.; Bollinger, K.; Boyce, J. M.; Brahic, A. (1989). “Voyager 2 at Neptune: Imaging Science Results”. 《Science》 246 (4936): 1422–1449. Bibcode:1989Sci...246.1422S. doi:10.1126/science.246.4936.1422. PMID 17755997.
6. 1 2 3 4 5  
Holman, M. J.; Kavelaars, J. J.; Grav, T.;  외. (2004). “Discovery of five irregular moons of Neptune” (PDF). 《Nature》 430 (7002): 865–867. Bibcode:2004Natur.430..865H. doi:10.1038/nature02832. PMID 15318214. 2011년 10월 24일에 확인함.
7. 1 2 3 4 5 6  
Sheppard, Scott S.; Jewitt, David C.; Kleyna, Jan (2006). “A Survey for "Normal" Irregular Satellites around Neptune: Limits to Completeness”. 《The Astronomical Journal》 132 (1): 171–176. arXiv:astro-ph/0604552. Bibcode:2006AJ....132..171S. doi:10.1086/504799.
8. 1 2 3  “Hubble Finds New Neptune Moon”. Space Telescope Science Institute. 2013년 7월 15일. 2013년 7월 15일에 확인함.
9. ↑  Showalter, M. R. (2013년 7월 15일). “How to Photograph a Racehorse ...and how this relates to a tiny moon of Neptune”. 《Mark Showalter's blog》. 2013년 7월 16일에 확인함.
10. ↑  
Grossman, L. (2013년 7월 15일). “Neptune's strange new moon is first found in a decade”. 《New Scientist space web site》. New Scientist. 2013년 7월 18일에 확인함.
11. ↑  Klotz, I. (2013년 7월 15일). “Astronomer finds new moon orbiting Neptune”. Reuters. 2015년 9월 24일에 원본 문서에서 보존된 문서. 2013년 7월 16일에 확인함.
12. ↑  Kelly Beatty (2013년 7월 15일). “Neptune's Newest Moon”. 《Sky & Telescope》. 2017년 6월 12일에 확인함.
13. ↑  Flammarion, Camille (1880). 《Astronomie populaire》 (프랑스어). 591쪽. ISBN 2-08-011041-1.
14. ↑  Moore, Patrick (April 1996). 《The planet Neptune: an historical survey before Voyager》. Wiley-Praxis Series in Astronomy and Astrophysics 2판. John Wiley & Sons. 150 (see p. 68)쪽. ISBN 978-0-471-96015-7. OCLC 33103787.
15. 1 2 3 4 5  “Planet and Satellite Names and Discoverers”. 《Gazetteer of Planetary Nomenclature》. USGS Astrogeology. 2006년 7월 21일. 2006년 8월 6일에 확인함.
16. 1 2 3  Showalter, M. R.; de Pater, I.; Lissauer, J. J.; French, R. S. (2019). “The seventh inner moon of Neptune” (PDF). 《Nature》 566 (7744): 350–353. doi:10.1038/s41586-019-0909-9. 2019년 2월 22일에 원본 문서 (PDF)에서 보존된 문서. 2019년 12월 18일에 확인함.
17. ↑  M. Antonietta Barucci; Hermann Boehnhardt; Dale P. Cruikshank; Alessandro Morbidelli, 편집. (2008). 〈Irregular Satellites of the Giant Planets〉 (PDF). 《The Solar System Beyond Neptune》. 414쪽. ISBN 9780816527557. 2017년 8월 10일에 원본 문서 (PDF)에서 보존된 문서. 2017년 7월 22일에 확인함.
18. 1 2 3 4  Jewitt, David; Haghighipour, Nader (2007). “Irregular Satellites of the Planets: Products of Capture in the Early Solar System” (PDF). 《Annual Review of Astronomy and Astrophysics》 45 (1): 261–95. arXiv:astro-ph/0703059. Bibcode:2007ARA&A..45..261J. doi:10.1146/annurev.astro.44.051905.092459.
19. ↑  Williams, David R. (2004년 9월 1일). “Neptune Fact Sheet”. NASA. 2013년 7월 18일에 확인함.
20. 1 2 3 4  Miner, Ellis D.; Wessen, Randii R.; Cuzzi, Jeffrey N. (2007). 〈Present knowledge of the Neptune ring system〉. 《Planetary Ring System》. Springer Praxis Books. ISBN 978-0-387-34177-4.
21. ↑  Horn, Linda J.; Hui, John; Lane, Arthur L.; Colwell, Joshua E. (1990). “Observations of Neptunian rings by Voyager photopolarimeter experiment”. 《Geophysical Research Letters》 17 (10): 1745–1748. Bibcode:1990GeoRL..17.1745H. doi:10.1029/GL017i010p01745.
22. 1 2 3 4  
Stooke, Philip J. (1994). “The surfaces of Larissa and Proteus”. 《Earth, Moon, and Planets》 65 (1): 31–54. Bibcode:1994EM&P...65...31S. doi:10.1007/BF00572198.
23. 1 2  
Banfield, Don; Murray, Norm (October 1992). “A dynamical history of the inner Neptunian satellites”. 《Icarus》 99 (2): 390–401. Bibcode:1992Icar...99..390B. doi:10.1016/0019-1035(92)90155-Z.
24. 1 2  
Karkoschka, Erich (2003). “Sizes, shapes, and albedos of the inner satellites of Neptune”. 《Icarus》 162 (2): 400–407. Bibcode:2003Icar..162..400K. doi:10.1016/S0019-1035(03)00002-2.
25. 1 2 3  
Elliot, J. L.; Strobel, D. F.; Zhu, X.; Stansberry, J. A.; Wasserman, L. H.; Franz, O. G. (2000). “The Thermal Structure of Triton's Middle Atmosphere” (PDF). 《Icarus》 143 (2): 425–428. Bibcode:2000Icar..143..425E. doi:10.1006/icar.1999.6312.[깨진 링크]
26. ↑  Cruikshank, D.P.; Roush, T.L.; Owen, T.C.; Geballe, TR;  외. (1993). “Ices on the surface of Triton”. 《Science》 261 (5122): 742–745. Bibcode:1993Sci...261..742C. doi:10.1126/science.261.5122.742. PMID 17757211.
27. ↑  
Hussmann, Hauke; Sohl, Frank; Spohn, Tilman (November 2006). “Subsurface oceans and deep interiors of medium-sized outer planet satellites and large trans-neptunian objects”. 《Icarus》 185 (1): 258–273. Bibcode:2006Icar..185..258H. doi:10.1016/j.icarus.2006.06.005.
28. ↑  
Chyba, C. F.; Jankowski, D. G.; Nicholson, P. D. (July 1989). “Tidal evolution in the Neptune-Triton system”. 《Astronomy and Astrophysics》 219 (1–2): L23–L26. Bibcode:1989A&A...219L..23C.
29. 1 2 3  Goldreich, P.; Murray, N.; Longaretti, P. Y.; Banfield, D. (1989). “Neptune's story”. 《Science》 245 (4917): 500–504. Bibcode:1989Sci...245..500G. doi:10.1126/science.245.4917.500. PMID 17750259.
30. ↑  Shaefer, Bradley E.; Tourtellotte, Suzanne W.; Rabinowitz, David L.; Schaefer, Martha W. (2008). “Nereid: Light curve for 1999–2006 and a scenario for its variations”. 《Icarus》 196 (1): 225–240. arXiv:0804.2835. Bibcode:2008Icar..196..225S. doi:10.1016/j.icarus.2008.02.025.
31. 1 2  Kiss, C.; Pál, A.; Farkas-Takács, A. I.; Szabó, G. M.; Szabó, R.; Kiss, L. L.; Molnár, L.; Sárneczky, K.; Müller, T. G. (2016년 4월 1일). “Nereid from space: rotation, size and shape analysis from K2, Herschel and Spitzer observations”. 《Monthly Notices of the Royal Astronomical Society》 457 (3): 2908–2917. arXiv:1601.02395. Bibcode:2016MNRAS.457.2908K. doi:10.1093/mnras/stw081. ISSN 0035-8711.
32. ↑  Naeye, R. (September 2006). “Triton Kidnap Caper”. 《Sky & Telescope》 112 (3): 18. Bibcode:2006S&T...112c..18N.
33. 1 2  Agnor, C.B.; Hamilton, D.P. (2006). “Neptune's capture of its moon Triton in a binary-planet gravitational encounter” (PDF). 《Nature》 441 (7090): 192–4. Bibcode:2006Natur.441..192A. doi:10.1038/nature04792. PMID 16688170.
34. ↑  Grav, Tommy; Holman, Matthew J.; Fraser, Wesley C. (2004년 9월 20일). “Photometry of Irregular Satellites of Uranus and Neptune”. 《The Astrophysical Journal》 613 (1): L77–L80. arXiv:astro-ph/0405605. Bibcode:2004ApJ...613L..77G. doi:10.1086/424997.
35. ↑  Thomas, P.C. (2000). “NOTE: The Shape of Triton from Limb Profiles”. 《Icarus》 148 (2): 587–588. Bibcode:2000Icar..148..587T. doi:10.1006/icar.2000.6511.
36. ↑  Davies, Merton E.; Rogers, Patricia G.; Colvin, Tim R. (1991). “A control network of Triton”. 《Journal of Geophysical Research》 96 (E1): 15,675–681. Bibcode:1991JGR....9615675D. doi:10.1029/91JE00976.
37. 1 2  Jacobson, R.A. (2008). “NEP078 – JPL satellite ephemeris”. 2010년 10월 18일에 확인함.